# Arge frivaldszkyi
Arge frivaldszkyi is een vliesvleugelig insect uit de familie van de Argidae. De wetenschappelijke naam van de soort is voor het eerst geldig gepubliceerd in 1852 door Tischbein.